# Ангелинка Петкова
Ангелинка Петкова (на македонска литературна норма: Ангелинка Петкова) е политик от Северна Македония.

## Биография
Родена е на 27 декември 1971 година в град Гевгели, тогава в Социалистическа федеративна република Югославия. Завършва социология във Философския факултет на Скопския университет. На 15 юли 2020 година е избрана за депутат от ВМРО – Демократическа партия за македонско национално единство в Събранието на Северна Македония.